# Mutter Teresa
Mutter Teresa (Heilige Teresa von Kalkutta, Teresa von Kolkata; * 26. August 1910 als Agnes Gonxha Bojaxhiu oder Anjezë Gonxhe Bojaxhiu [aˈɲɛzə ˈɡɔndʒɛ bɔjaˈdʒi.u] in Üsküb, Osmanisches Reich [heute Skopje, Nordmazedonien]; † 5. September 1997 in Kalkutta, Indien) war eine indische römisch-katholische Ordensschwester und Missionarin albanischer Herkunft. Sie gründete den Orden  Missionarinnen der Nächstenliebe. Weltweit bekannt wurde sie durch ihre Arbeit mit Armen, Obdachlosen, Kranken und Sterbenden, für die sie 1979 den Friedensnobelpreis erhielt. In der römisch-katholischen Kirche wird Mutter Teresa als Heilige verehrt und gilt als Sinnbild für Hilfsbereitschaft und Nächstenliebe. Inzwischen sind aber sowohl ihre Arbeit als auch ihre Person umstritten.

## Leben und Werk

### Frühe Jahre und Ausbildung

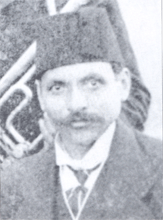
Nikollë Bojaxhiu, Vater von Anjezë Gonxha Bojaxhiu

Teresa wurde am 26. August 1910 als Agnes Gonxha Bojaxhiu in Üsküp (heute Skopje, albanisch Shkup) im Osmanischen Reich als Kind einer wohlhabenden katholischen albanischen Familie geboren. Sie wuchs zusammen mit ihrer Schwester Age und ihrem Bruder Lazër auf. Ihr Vater Nikollë Bojaxhiu, ein Kaufmann, stammte aus der Mirdita, einer Region im Norden Albaniens, und lebte viele Jahre in Prizren. Ihre Mutter Drane (geb. Barnaj) stammte aus Novosella, einem Dorf in der Umgebung Gjakovas im Kosovo. Ihre Schulausbildung erhielt Gonxha an einer katholischen Mädchenschule in Shkodra. Als sie acht Jahre alt war, starb ihr Vater überraschend; sie widmete sich daraufhin noch mehr dem Glauben. Schon im Alter von zwölf Jahren entschied sie sich für ein Leben als Ordensfrau und bat im Alter von 18 Jahren um die Aufnahme ins Noviziat der Loretoschwestern. Die Sisters of the Blessed Virgin Mary, ein irischer Zweig der Englischen Fräulein (IBMV), engagierten sich damals besonders im Unterrichtswesen in Bengalen. Nach einem zweimonatigen Aufenthalt im Mutterhaus der Loretoschwestern in Irland wurde sie nach Bengalen gesandt.
Ihr Noviziat fand seit 1929 in der Stadt Darjeeling statt. Bei der Einkleidung nahm sie mit Bezug auf die hl. Therese von Lisieux den Ordensnamen Teresa an. In der Krankenschwesternschule von Patna war sie eine Schülerin der von Anna Dengel gegründeten Missionsärztlichen Schwestern.
In Kalkutta legte sie die Profess ab und war dort siebzehn Jahre in der St. Mary’s School tätig, wo sie zuerst als Lehrerin, später als Schulleiterin wirkte.

### Arbeit in Indien
Auf einer Fahrt durch Kalkutta verspürte sie am 10. September 1946 beim Anblick eines Kruzifixes die Berufung, den Armen zu helfen. In ihrem Tagebuch schilderte sie dieses Erlebnis als mystische Begegnung mit Jesus, der sie mit den Worten „Mich dürstet“ dazu aufgefordert habe, ihm in den Ärmsten der Armen zu dienen. Sie suchte um Erlaubnis an, die Klausur der Loretoschwestern für dieses Apostolat einstweilig zu verlassen, erhielt diese aber erst zwei Jahre später. Mutter Teresa wurde zunächst exklaustriert, d. h. sie durfte die Klausur verlassen, blieb aber Ordensfrau. Fortan lebte Mutter Teresa in Kalkutta, wo sie zunächst allein wirkte, bis sich ihr einige frühere Schülerinnen anschlossen. Ein bekannt gewordenes Porträt der Zeitschrift Life brachte ihr den Beinamen „Heilige der Gosse“ ein.

„Mutter Teresa war immer ganz ungekünstelt und sehr nett. […] Ich habe sie […] im Jahre 1929 kennengelernt. Damals hatte sie nichts Besonderes an sich. Sie war einfach ein schlichtes, normales Mädchen. Sehr sanftmütig, voller Frohsinn. Hatte an allem, was passierte, ihren Spaß. Zu dieser Zeit gab es nichts, was darauf hindeutete, daß sie Loreto jemals verlassen würde, absolut gar nichts. Wir hätten niemals gedacht, daß sie einmal soviel erreichen würde.“

Mutter Teresa hatte 1947, kurz nach der Unabhängigkeit Indiens, die indische Staatsbürgerschaft angenommen. Sie sprach damals schon fließend Bengali. 1950 gründete sie die Gemeinschaft der Missionarinnen der Nächstenliebe, die nach den evangelischen Räten lebten. Später erhielt die Ordensgemeinschaft die päpstliche Approbation. Die Ordensgemeinschaft kümmert sich um Sterbende, Waisen, Obdachlose und Kranke, ihr besonderes Engagement liegt jedoch in der Betreuung von Leprakranken. Heute gehören den Missionaren der Nächstenliebe über 3.000 Ordensschwestern und mehr als 500 Ordensbrüder in 710 Häusern in 133 Ländern der Erde an. Für ihr Wirken erhielt Mutter Teresa zahlreiche Preise. Die bedeutendsten waren 1978 der Balzan-Preis für Humanität, Frieden und Brüderlichkeit unter den Völkern und 1979 der Friedensnobelpreis.

In ihrer Rede bei der Verleihung des Friedensnobelpreises bezeichnete Mutter Teresa die Abtreibung als „größte(n) Zerstörer des Friedens“:

„Der größte Zerstörer des Friedens ist heute der Schrei des unschuldigen, ungeborenen Kindes. Wenn eine Mutter ihr eigenes Kind in ihrem eigenen Schoß ermorden kann, was für ein schlimmeres Verbrechen gibt es dann noch, als wenn wir uns gegenseitig umbringen? … Aber heute werden Millionen ungeborener Kinder getötet, und wir sagen nichts. … Für mich sind die Nationen, die Abtreibung legalisiert haben, die ärmsten Länder. Sie fürchten die Kleinen, sie fürchten das ungeborene Kind.“

„Am meisten leiden sie [die Leprakranken] darunter, daß sie von allen gefürchtet werden und daß man sie nirgendwo haben will. Meine Schwestern und ich versuchen, ihnen ein anderes Leben zu ermöglichen, ein zweites Leben sozusagen. Wir haben schon viele Behandlungs- und Rehabilitationszentren in Indien aufgebaut. Dort können sie in Würde arbeiten. Sie müssen nicht betteln. Wir stehen in sehr enger Verbindung mit ihnen und geben ihnen liebevolle Fürsorge. Wir möchten, daß auch diese Menschen sich geliebt fühlen.“

Auf Vorwürfe, ihren Mitarbeitern mangle es oftmals an medizinischer Ausbildung, entgegnete Mutter Teresa: „Nicht der Erfolg, sondern die Treue im Glauben ist wichtig.“
Die 2007 von Brian Kolodiejchuk, dem Postulator ihres Seligsprechungverfahrens, in Buchform herausgegebenen Tagebuchnotizen und Briefe von Mutter Teresa belegen, dass sie sich über Jahrzehnte hinweg in einer Glaubenskrise befand. Ihre Zweifel an der Existenz Gottes setzten schon bald nach Gründung ihrer Ordensgemeinschaft ein und haben sie bis zu ihrem Tod nicht mehr verlassen. So schreibt sie: „In meinem Innern ist es eiskalt“ oder „Die Seelen ziehen mich nicht mehr an – der Himmel bedeutet nichts mehr – für mich schaut er wie ein leerer Platz aus.“ Glaubensschwierigkeiten („dunkle Nacht der Seele“) tauchen jedoch auch bei anderen Heiligen auf.

### Besuche in Albanien
Mutter Teresa reiste im August 1989 auf Einladung des Staatschefs Ramiz Alia erstmals nach Albanien. Dabei besuchte sie auch die Gräber ihrer Mutter und ihrer Schwester sowie das des Diktators Enver Hoxha. Bis zu ihrem Tod besuchte sie noch mehrmals Albanien und gründete dort mehrere Wohltätigkeitsmissionen.

### Tod

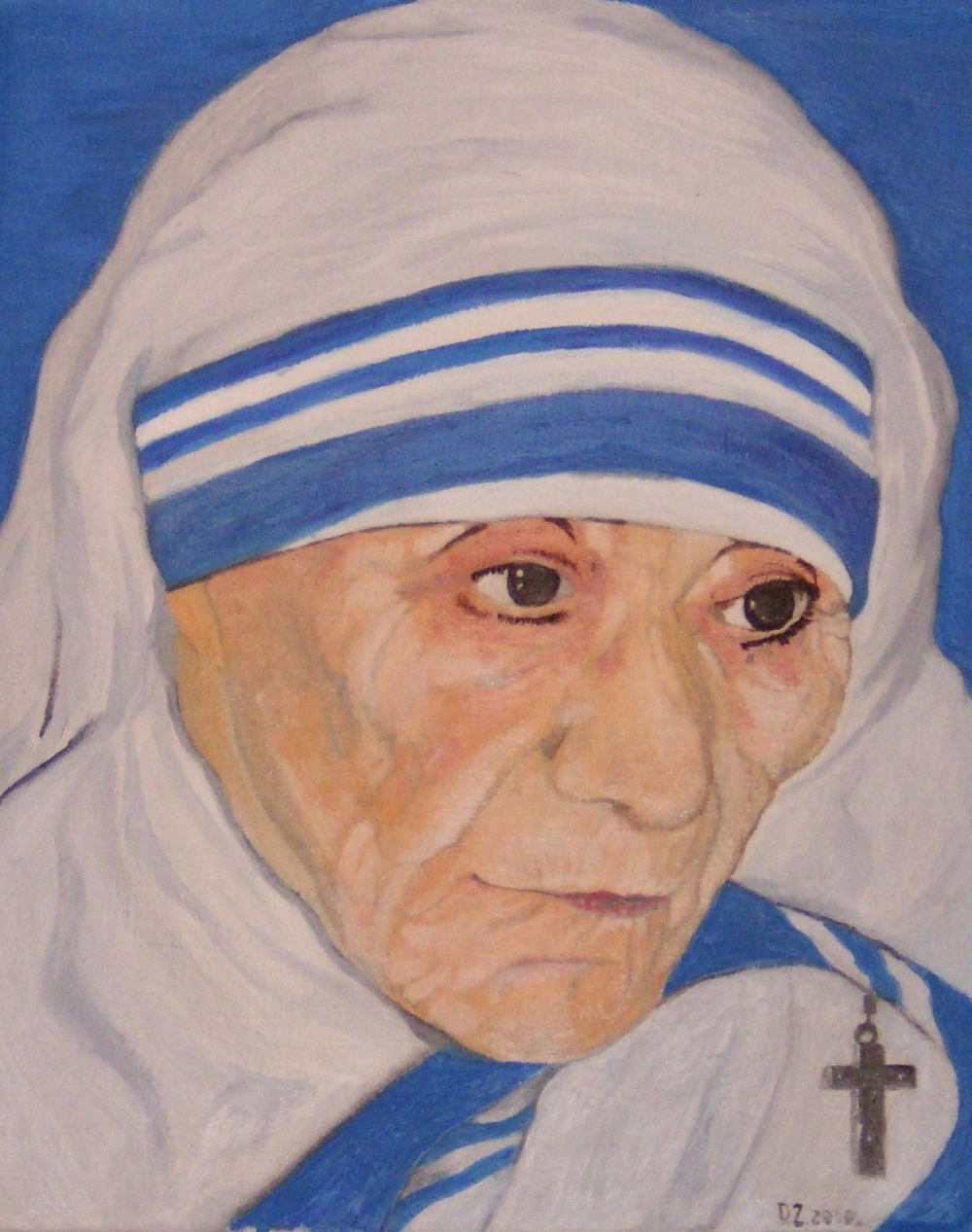
Ölbild von Żaba für das Haus Betlehem der Missionarinnen der Nächstenliebe in Hamburg-St. Pauli (Żaba 2010)

Teresa starb am 5. September 1997; am 13. September 1997 wurde sie in Kalkutta mit einem Staatsbegräbnis beerdigt und unter großer Anteilnahme der Weltöffentlichkeit auf ihren Wunsch hin in dem von ihr gegründeten Kloster beigesetzt.

### Verehrung in der katholischen Kirche
Der Seligsprechungsprozess begann im Juni 1999 mit besonderer Erlaubnis von Papst Johannes Paul II., da ein solches Verfahren üblicherweise frühestens nach fünf Jahren eingeleitet wird. Das bis dahin kürzeste Seligsprechungsverfahren der Neuzeit endete mit der Seligsprechung Mutter Teresas am 19. Oktober 2003.
2002 erkannte Papst Johannes Paul II. die Heilung einer Inderin von einem großen Tumor am Magen als ein Wunder an. Manche Ärzte hatten keine medizinische Erklärung für die Heilung der Frau, der ein Bild von Mutter Teresa auf den Bauch gelegt worden war. Nach Aussage von Serge Larivée, dem Leiter einer Studie, die sich 2013 kritisch mit Mutter Teresa auseinandersetzte, seien die behandelnden Ärzte allerdings zu einem anderen Ergebnis gekommen: Danach habe Besra nicht an Krebs, sondern an einer Unterleibszyste in Verbindung mit Tuberkulose gelitten, die erfolgreich medikamentös behandelt worden seien. Im Dezember 2015 wurde die Heilung eines Brasilianers von mehreren Hirntumoren im Jahr 2008 von einer kirchlichen Expertenkommission als Wunder eingestuft und von Papst Franziskus als solches offiziell anerkannt. Die Angehörigen des Mannes hatten demnach Mutter Teresa um Hilfe gebeten und eine medizinische Expertenkommission hatte die Heilung als wissenschaftlich nicht erklärbar bezeichnet. Mit diesem zweiten durch die Kirche anerkannten Wunder hat sie die Kriterien zur Heiligsprechung erfüllt. Die Heiligsprechung wurde am Vortag ihres liturgischen Gedenktages von Papst Franziskus am 4. September 2016 auf dem Petersplatz in Rom proklamiert und galt als einer der Höhepunkte des ausgerufenen heiligen Jahres der Barmherzigkeit.
Ihr Gedenktag in der Liturgie der römisch-katholischen Kirche ist der 5. September. Seit 2025 ist der Gedenktag im Römischen Generalkalender als nichtgebotener Gedenktag aufgeführt.

## Kritik
Die Arbeit der Teresa von Kalkutta ist aus mehreren Gründen umstritten. Als Hauptkritikpunkte werden zunächst die sozialen Zustände in den Sterbehäusern genannt. Die Kranken litten den Kritikern zufolge unter den dortigen hygienischen Zuständen und waren unzureichend medizinisch versorgt, weshalb viele gestorben seien, die hätten gerettet werden können. Ein weiterer Hauptvorwurf thematisiert die Motivation Mutter Teresas, die nach eigenen Aussagen der Missionierung den Vorrang vor der humanitären Hilfe einräumte.

### Soziale Zustände in den Sterbehäusern
Laut Robin Fox und Dave Hunt seien die Patienten im Sterbehaus vielfach auf primitiven Feldbetten in großer Zahl auf engstem Raum untergebracht und die Nahrungsversorgung sei nicht immer im nötigen Umfang gewährleistet gewesen. Etliche der dem Orden gespendeten Häuser waren ursprünglich gut ausgestattet, wurden aber auf Anordnung Mutter Teresas in Bezug auf äußerste Schlichtheit und Armut umgestaltet (unter anderem wurden vorhandene neuwertige Matratzen entsorgt). Auch sei nicht oder kaum geheizt worden. Hunt wirft ihr zudem fehlende Transparenz im Umgang mit den Medien, bei den Angaben über die Verwendung von Spendengeldern sowie die Verweigerung der Rückgabe illegaler Spenden vor. Außerdem seien Sterbende oft ohne deren Einverständnis getauft worden.
Der Autor des Buches Mother Teresa: The Final Verdict (2002), Aroup Chatterjee, bezweifelt in einem Interview die Effizienz der Hilfstätigkeit in Kalkutta („36.000 Kranke, die sie von der Straße aufgesammelt habe. Ich fand keinen einzigen Menschen, dem das passiert ist […] Krankenwagen des Ordens sind zum Fahrdienst für die Schwestern umgebaut worden, und bei Hilferufen verwies der Orden auf die Ambulanz von Kalkutta.“). So seien außerdem laut Chatterjee leicht heilbare Patienten vom Sterbehaus nicht immer in ein Krankenhaus eingewiesen, sondern es sei bisweilen durch die Behandlung womöglich geschadet worden, beispielsweise durch Verwendung nicht sterilisierter, mehrfach verwendeter Spritzen. Weiterhin soll die Gabe von Schmerzmitteln untersagt worden sein. Laut Mutter Teresa sei durch das Leid eine besondere Nähe zu Jesus Christus erfahrbar, Schmerzen und Leiden seien daher positiv zu bewerten. Laut Serge Larivée habe sie selbst kurz vor ihrem Tod palliativmedizinische Methoden in Anspruch genommen, um ihr Leiden lindern zu lassen.
Eine Studie dreier Forscher der Universitäten von Montreal und Ottawa von 2013 kam zu dem Schluss, dass die Spendeneinnahmen wenig transparent verwaltet worden seien. Daher stelle sich die Frage, wo Millionen von gespendeten Dollar geblieben seien. Die Studie bezweifelt, dass der Ruf Mutter Teresas als selbstlose Retterin der Armen den Tatsachen entspreche, und behauptet, er sei Folge einer bewusst gesteuerten Öffentlichkeitskampagne der Kirche gewesen.

### Gesellschaftliches Umfeld
Ab etwa 1970 begannen die Medien, initiiert durch das hagiographische Werk von Malcolm Muggeridge, Something Beautiful for God: Mother Teresa of Calcutta (1971), Mutter Teresa zu idealisieren. Der um sie gebildete Mythos habe laut Bishnupriya Ghosh bald ihr tatsächliches Wirken in den Schatten gestellt. In Westbengalen regierte um diese Zeit die Kommunistische Partei, die versuchte, durch Agrarreformen die Armen aus ihrer wirtschaftlichen Abhängigkeit von lokalen Eliten zu befreien. Anstatt die unteren Schichten in ihrem Kampf nach Unabhängigkeit zu unterstützen, hätten Mutter Teresas individuell-religiöse Heilsversprechungen die antikommunistische Gegenbewegung unterstützt. Dies sei mit der Ablehnung progressiver sozialer und sozialistischer Bewegungen durch den Vatikan einhergegangen, wie sie mit der Befreiungstheologie in Südamerika und in anderen Teilen der Dritten Welt entstanden. Dass die katholische „Kirche der Armen“ in Südamerika Mutter Teresas Organisation ablehnte, sei öffentlich nicht erwähnt worden.

### Geldgeber
Teresa wird vorgeworfen, Geld in großen Mengen ohne Ansehen seiner Herkunft auch aus zweifelhaften Quellen angenommen zu haben. Zu ihren Geldgebern gehörte zum Beispiel der Sportler und Bankier Charles H. Keating (1923–2014), der in den 1980er Jahren eine zentrale Figur der Savings-and-Loan-Krise in den Vereinigten Staaten war. Als Keating 1992 wegen illegaler Geschäftspraktiken und Betrug angeklagt wurde, sandte Mutter Teresa einen Unterstützerbrief für ihren Freund an das Gericht, in welchem sie ihn als Wohltäter pries und sich selbst Unkenntnis in betriebswirtschaftlichen Angelegenheiten attestierte. Ihre für sich geltend gemachte politische Neutralität stand auch im Widerspruch zu der Vortragstournee, die sie 1995 in Irland abhielt, um gegen die geplante Abschaffung des geltenden Scheidungsverbots zu argumentieren. Die Befürworter der Abschaffung gewannen letztlich in einer Volksabstimmung mit knapper Mehrheit.

### Religion und Motivation
Christopher Hitchens veröffentlichte 1995 in The Missionary Position: Mother Teresa in Theory and Practice eine umfassende Kritik mit der Kernaussage, dass es Mutter Teresa weniger um die Hilfe für die Armen und Kranken, sondern um die Verbreitung ihres Glaubens gegangen sei. Mutter Teresa selbst formulierte: „Taten der Nächstenliebe sind immer ein Mittel, um Gott näher zu kommen.“ In zahllosen Kommentaren brachte Mutter Teresa als ihr persönliches Hauptziel das Erreichen von Heiligkeit und die Einheit mit Christus zum Ausdruck. Sie unternahm genau das, was nach katholischer Glaubenslehre getan werden muss, um Heiligkeit zu erreichen: soziales Engagement, religiöse Rituale und Askese. Susan Kwilecki und Loretta S. Wilson sehen hierin eine zweckbestimmte, rational geplante Vorgehensweise, die im Gegensatz zur behaupteten Selbstlosigkeit stehe. Praktisches Ergebnis dieser Bestrebung sei gewesen, dass Mutter Teresa mit ihren Spendengeldern keine Krankenhäuser oder Altenheime, die den zu ihrer Zeit üblichen Qualitätsanforderungen genügten, sondern primitive klosterähnliche Massenunterkünfte geschaffen habe, in denen die Hilfeleistung mit einem strikten ritualisierten Regelwerk verknüpft war. Solcherart Askese habe Mutter Teresa als Vorbedingung für Heiligkeit erklärt. Ihr Profit scheine demnach nicht finanzieller Art, sondern die für sich und ihre Helfer erstrebte Gottseligkeit gewesen zu sein.
Nach Kwilecki und Wilson vertrat Mutter Teresa die Lehre der katholischen Kirche zum Gebrauch von Verhütungsmitteln und zum Verbot von Schwangerschaftsabbrüchen und gewann Einfluss durch ihre Gespräche mit Staatsleuten und bedeutenden Persönlichkeiten auf Konferenzen weltweit als eine Botschafterin päpstlich-katholischer Wertvorstellungen. Dieser kalkulierten Einflussnahme stehe die Selbstcharakterisierung als willfähriges Werkzeug Gottes gegenüber. In Einzelfällen habe Mutter Teresa die auf ihrem Glauben basierende, kompromisslose Askese auch über die Bedürfnisse der Missionaries of Charity gestellt, etwa als sie es abgelehnt habe, ein großes Gebäude im New Yorker Stadtteil Bronx als Geschenk anzunehmen, um darin eine Obdachlosenunterkunft einzurichten. Weil die Stadtverwaltung den Einbau eines Aufzugs für die Behinderten zur Auflage machte und Mutter Teresa dies abgelehnt habe, sei auf das gesamte Projekt verzichtet worden. Sie rechtfertigte diese Entscheidungen mit den Worten: „Gott hat uns nicht gerufen, um erfolgreich, sondern um gläubig zu sein.“

## Auszeichnungen und Ehrungen
- 1962 – Ramon-Magsaysay-Preis
- 1962 – Padma Shri
- 1973 – Templeton-Preis
- 1978 – Balzan-Preis
- 1979 – Friedensnobelpreis
- 1979 – Pacem in Terris Award
- 1980 – Bharat Ratna
- 1983 – Order of Merit
- 1984 – Damien-Dutton Award

Mutter Teresa 1985 bei der Verleihung der Freiheitsmedaille durch Präsident Ronald Reagan

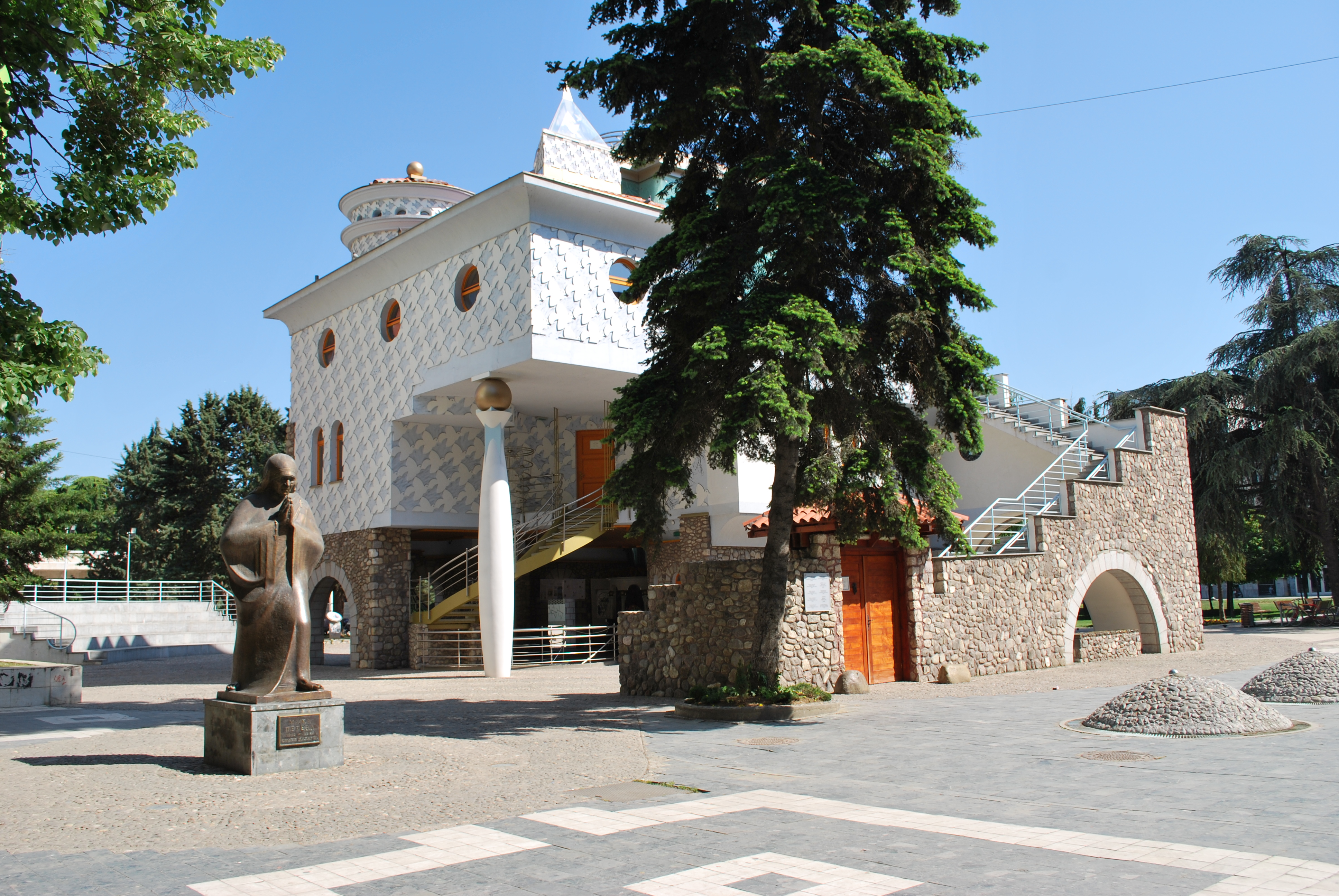
Mutter-Teresa-Gedenkhaus in Skopje

- 1985 – Freiheitsmedaille („The Presidential Medal of Freedom“), die höchste zivile Auszeichnung in den USA
- 1992 – UNESCO-Preis für Friedenserziehung
- 1996 – Ehrenbürgerin der Vereinigten Staaten
- 1997 – Congressional Gold Medal
- 2003 – Seligsprechung
- 2016 – Heiligsprechung

Der am 5. April 1976 entdeckte Asteroid (4390) Madreteresa ist 1998 nach ihr benannt worden.
In Albanien wird der Tag der Seligsprechung von Mutter Teresa als Nationalfeiertag begangen, an dem Behörden und Schulen geschlossen bleiben. Die Regierung hat einen Mutter-Teresa-Orden gestiftet. Im Jahr 2003 wurde der Flughafen Tirana anlässlich ihrer Seligsprechung nach Mutter Teresa benannt.

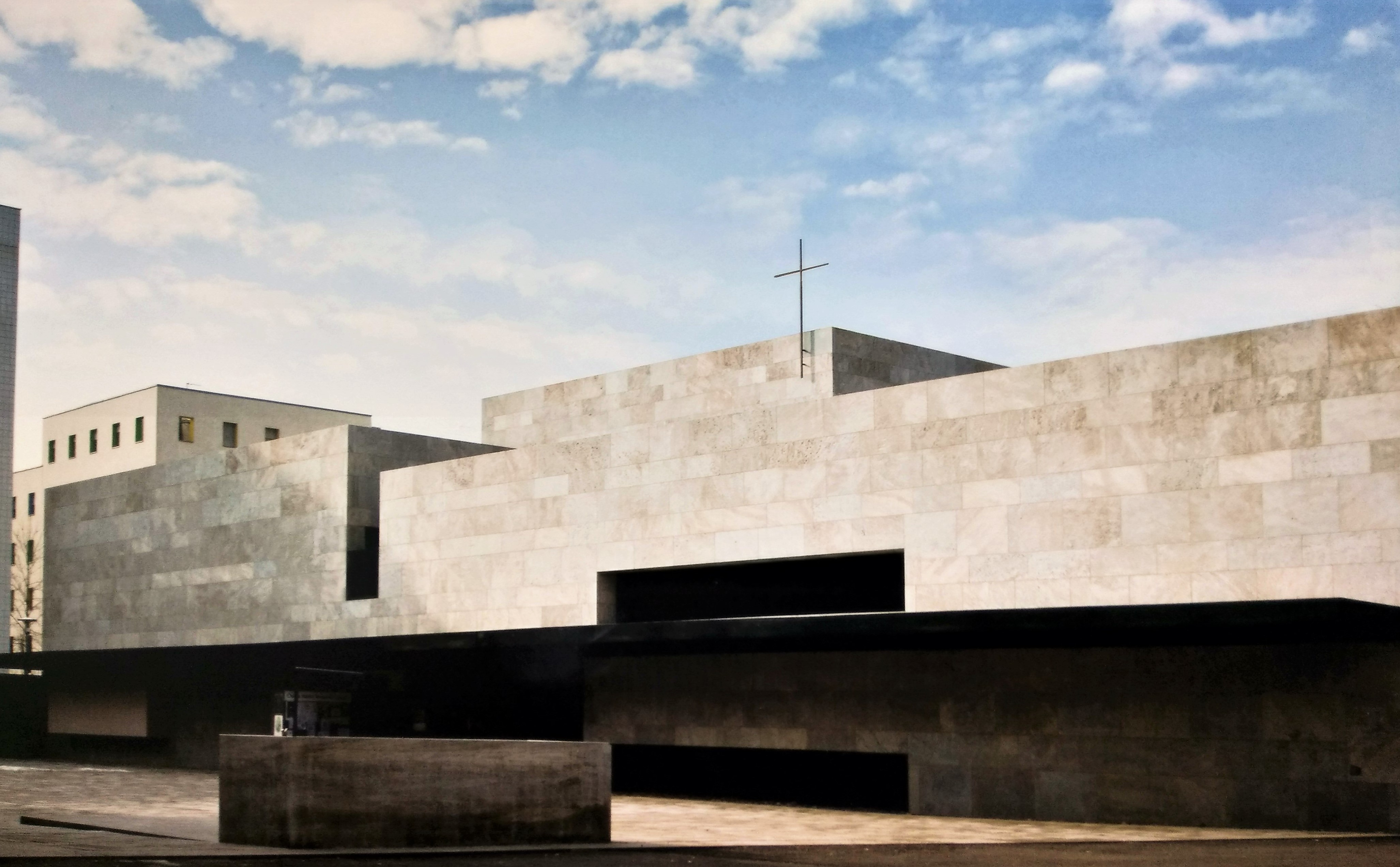
Die Teresa-von-Kalkutta-Kirche in Bozen-Firmian

In Skopje stehen ein Denkmal in der Nähe ihres nicht mehr bestehenden Geburtshauses und ein 2009 eröffnetes Museum, das Mutter-Teresa-Gedenkhaus. Weitere Denkmäler finden sich in Albanien und dem Kosovo sowie in verschiedenen Städten mit großem albanischen Bevölkerungsanteil in Nordmazedonien und Südserbien.
Zu ihrem zehnten Todestag wurden vor dem Flughafen in Tirana, Albanien, sowie in Manchester von der albanischen Gemeinschaft in England (in der Kirche von Gorton) Statuen eingeweiht. Auch in Budapest wurden im Oktober 2012 eine Statue und ein Platz ihr zu Ehren benannt.
2010 wurde dem Patrozinium Mutter Teresas an deren 13. Todestag die Mutter-Teresa-Kathedrale in Pristina (Kosovo) geweiht.
2012 wurde im Bozener Stadtteil Firmian eine neuerrichtete Teresa-von-Kalkutta-Kirche geweiht.
2018 wurde in Chemnitz die Pfarrei Heilige Mutter Teresa gegründet. Anlass für dieses Patrozinium waren die Besuche Mutter Teresas 1983 und 1988 im damaligen Karl-Marx-Stadt und die damit verbundene Errichtung einer Niederlassung der Missionarinnen der Nächstenliebe.
Im Juli 2019 wurde in Wien-Penzing (Österreich) die Pfarre Heilige Mutter Teresa mit den Teilgemeinden Baumgarten und Oberbaumgarten errichtet.

## Musikalische Würdigungen
1992 veröffentlichte die deutsche Volksmusik-Sängerin Angela Wiedl das Lied Mama Theresa, 2007 folgte Mutter Thereza von Die Mayrhofner.
2019 erschien auf YouTube ein millionenfach angeklicktes Epic Rap Battle of History, in dem sich Mutter Teresa musikalisch dem Begründer der Psychologie, Sigmund Freud, stellt. 

## Publikationen (Auswahl)
- Worte der Liebe, Einführung von Malcolm Muggeridge (Originaltitel: A Gift for God, übersetzt von Franz Johna). Herder, Freiburg im Breisgau, Basel, Wien 1977, ISBN 3-451-17974-1.
- Was zählt, ist das Herz. Gebete, Gedanken, Meditationen. Benno, Leipzig 2004, ISBN 3-7462-1739-3.
- Mein Leben mit den Armen, mit den wichtigsten Originaltexten, ausgewählt und eingeleitet von Marianne Sammer, Patmos, Ostfildern 2011, ISBN 978-3-491-72567-6.
- Sei gütig und barmherzig, Worte von Mutter Teresa, herausgegeben von Roswitha Kornprobst, Missio Aachen, Butzon & Bercker, Kevelaer 2016, ISBN 978-3-7666-2289-1.

## Filme
- Klaus Vetter (Buch und Regie): Mutter Teresa oder die Freiheit, arm zu sein, Kathol. Filmwerk, Frankfurt/M. 1975 (Videokassette, VHS, 45 Min.)
- Kevin Connor (Regie): Mutter Teresa – Im Namen der Armen Gottes, 1997 (Videokassette, VHS 93 Min.; DVD 2015), auch Mutter Teresa – Im Namen der Armen  (TV)
- Christopher Hitchens (Autor): Hell’s Angel: Mother Teresa, 1994 (Fernsehdokumentation, engl., 30 Min.)
- Maria Magdalena Koller (Regie): Mutter Teresa: Heilige der Dunkelheit, Österreich 2010 (Fernsehdokumentation, 51 Minuten)
- Marcel Bauer: Das Testament der Mutter Teresa, Deutschland 1996 (Fernsehdokumentation, 45 Min.)
- Michael Mandlik (Autor): Mutter Teresa. Das Vermächtnis einer Nonne. Porträt, Deutschland 2003 (Fernsehdokumentation, 30 Minuten)
- Orlando Corradi und Jon Song Chol (Regie): Madre Teresa, Italien/Nordkorea 2010 (Animationsfilm, 90 Min.)
- Das schwierige Erbe der Mutter Teresa. In: Deutsche Welle. Die Dokumentation zeichnet ein neues und ungeschöntes Bild der Arbeit von Mutter Teresa (Fernsehdokumentation, 2015, 45 Minuten).[47]